# Blu di cielo
Blu di cielo, noto in francese come Bleu de ciel (in italiano: Cielo blu), è un'opera a olio su tela di Vasilij Kandinskij realizzata nel 1940. È conservata presso il Centro nazionale d'arte e di cultura Georges Pompidou a Parigi.
L'opera è segnata e datata col monogramma VK/40 e numerato con il numero di inventario del museo AM 1976-862.

## Storia
Nel 1933 Kandinskij è costretto a lasciare la Germania e a trasferirsi in Francia a causa dell'avvento del nazismo, lì rimane fino alla morte, sopraggiunta nel 1944. Con la morte di Kandinskij a Neuilly-sur-Seine, l'opera è stata ereditata dalla moglie Nina Kandinskij. Nel 1976 l'opera viene donata da Nina Kandinskij al museo Centro Georges Pompidou, dove è tuttora collocata.

## Descrizione
La sua opera tarda è segnata da uno schiarirsi della tavolozza e dall'introduzione di forme organiche che sostituiscono le rigide forme geometriche. Il dipinto, realizzato nell'anno dell'occupazione nazista della Francia, costituisce quasi un manifesto della pittura dell'ultima fase, a partire dalla scelta del colore, l'azzurro prediletto dall'artista. "Esso è il colore del cielo", dice Kandinskij, "e richiama l'uomo verso l'infinito". Nel blu si librano piccole amebe colorate: si tratta di microrganismi tratti dal repertorio dell'embriologia, che hanno fatto la loro prima comparsa nelle tele del 1934.